# Papilio delalandei
Papilio delalandei is een vlinder uit de familie van de pages (Papilionidae). De wetenschappelijke naam van de soort is voor het eerst geldig gepubliceerd in 1823 door Jean-Baptiste Godart.

## Kenmerken
De vleugels zijn in hoofdzaak bruin, met witte tot gele vlekken en banden. De voorvleugels hebben kenmerkende groene vlekken aan de voorrand. De rij lichte vlekken op de voorvleugels loopt door op de achtervleugels, die staarten dragen. De spanwijdte bedraagt ongeveer 9 cm.

## Verspreiding en leefgebied
Deze vlindersoort is endemisch in de bossen van het oostelijk deel van Madagaskar.